# ロバータ・ピータース
ロバータ・ピータース（Roberta Peters, 1930年5月4日 - 2017年1月18日）は、アメリカ出身のソプラノ歌手。
ブロンクス区の生まれ。13歳から声楽をはじめ、ジャン・ピアースに才能を認められてウィリアム・ハーマンの薫陶を受けた。19歳の時にメトロポリタン歌劇場のオーディションを受け、20歳の時にメトロポリタン歌劇場でヴォルフガング・アマデウス・モーツァルトの《ドン・ジョヴァンニ》のツェルリーナ役を歌ってオペラ歌手としてデビューを果たした。以来35年に渡ってメトロポリタン歌劇場への出演契約を保持し、シカゴ、サンフランシスコ、シンシナティなどアメリカ主要都市の歌劇場にも出演を繰り返した。1951年にはトーマス・ビーチャムの指揮でマイケル・ウィリアム・バルフの《ボヘミアの少女》に参加してコヴェントガーデン王立歌劇場に初登場し、1950年代半ばにはイタリア各地の歌劇場、ウィーン国立歌劇場やザルツブルク音楽祭などに出演してヨーロッパでの名声を確立している。1972年にはボリショイ劇場にも登場し、ロシアでもその名を知られるようになった。

## 出演オペラ
- 《ドン・ジョヴァンニ》ツェルリーナ[3]
- 《魔笛》夜の女王[4]
- 《セビリアの理髪師》ロジーナ[5]
- 《フィガロの結婚》バルバリーナ[6]、スザンナ[7]
- 《リゴレット》ジルダ[8]
- 《ジャンニ・スキッキ》ラウレッタ[9]
- 《コジ・ファン・トゥッテ》デスピーナ[10]
- 《ばらの騎士》ゾフィー[11]
- 《タンホイザー》羊飼い[12]
- 《こうもり》アデーレ[13]
- 《仮面舞踏会》オスカル[14]
- 《アラベラ》フィアカーミリ[15]
- 《オルフェオとエウリディーチェ》愛の神[16]
- 《ホフマン物語》オランピア[17]
- 《ドン・パスクワーレ》ノリーナ[18]
- 《ランメルモールのルチア》ルチア[19]
- 《愛の妙薬》アディーナ[20]
- 《ナクソス島のアリアドネ》ツェルビネッタ[21]
- 《最後の野蛮人》キティ[22]
- 《夢遊病の女》アミーナ[23]
- 《ファルスタッフ》ナンネッタ[24]
- 《フィデリオ》マルツェリーネ[25]

## 註
1. ↑  jwa.org
2. ↑  Don Giovanni {149} Metropolitan Opera House: 11/17/1950
3. ↑  Die Zauberflöte {114} Matinee ed. Metropolitan Opera House: 01/12/1951
4. ↑  Il Barbiere di Siviglia {234} Metropolitan Opera House: 02/3/1951
5. ↑  Le Nozze di Figaro {120} Metropolitan Opera House: 11/17/1951
6. ↑  Le Nozze di Figaro {136} Metropolitan Opera House: 01/28/1954
7. ↑  Rigoletto {308} Metropolitan Opera House: 11/28/1951
8. ↑  Gianni Schicchi {50} Salome {35} Metropolitan Opera House: 01/10/1952
9. ↑  Così Fan Tutte {22} Metropolitan Opera House: 01/13/1953
10. ↑  Der Rosenkavalier {145} Metropolitan Opera House: 01/26/1953
11. ↑  Tannhäuser {366} Metropolitan Opera House: 12/26/1953
12. ↑  Die Fledermaus {56} Metropolitan Opera House: 12/31/1953
13. ↑  Un Ballo in Maschera {54} Metropolitan Opera House: 01/7/1955
14. ↑  Arabella {1} Metropolitan Opera House: 02/10/1955
15. ↑  Orfeo ed Euridice {53} Metropolitan Opera House: 02/24/1955
16. ↑  Les Contes d'Hoffmann {70} Metropolitan Opera House: 11/14/1955
17. ↑  Soirée {1} Don Pasquale {42} Metropolitan Opera House: 12/23/1955
18. ↑  Lucia di Lammermoor {275} Metropolitan Opera House: 02/1/1956
19. ↑  L'Elisir d'Amore {85} Metropolitan Opera House: 02/1/1961
20. ↑  Ariadne auf Naxos {3} Metropolitan Opera House: 01/16/1963
21. ↑  The Last Savage {1} Metropolitan Opera House: 01/23/1964
22. ↑  La Sonnambula {45} Metropolitan Opera House: 02/6/1964
23. ↑  Falstaff {113} Metropolitan Opera House: 03/27/1972
24. ↑  Fidelio {147} Matinee ed. Metropolitan Opera House: 10/21/1978

| スタブアイコン | サブスタブ | この項目は、まだ閲覧者の調べものの参照としては役立たない、人物に関連した書きかけの項目です。この項目を加筆・訂正などしてくださる協力者を求めています（P:人物伝/PJ:人物伝）。 |